# Fentanyl/fluanisone
Fentanyl/fluanisone (tên thương mại Hypnorm) là một thú y phối hợp thuốc gồm fentanyl (một tổng hợp mạnh giảm đau gây nghiện với một sự khởi đầu nhanh chóng và thời gian tác động ngắn) và fluanisone (một điển hình chống loạn thần và thuốc an thần của butyrophenone lớp) để sử dụng trong chuột, chuột, thỏ và chuột lang.